# Sukashitrochus dorbignyi
Sukashitrochus dorbignyi is een slakkensoort uit de familie van de Scissurellidae. De wetenschappelijke naam van de soort is voor het eerst geldig gepubliceerd in 1826 door Audouin.